# 大境閣
大境阁，又名大境道观、大境关帝庙，位于上海市黄浦区小北门大境路259号，部分建筑位于上海縣城牆上。该建筑始建于明朝万历年间，此后多有整修。1912年上海县城墙被拆时，其周边的部分城墙得以保存。中华人民共和国成立后，大境阁一度被用为工厂车间，1995年经维修后作为景点对外开放。1984年，大境阁和上海县城墙以“上海古城墙和大境道观”一名被合并列入上海市文物保护单位。

## 历史

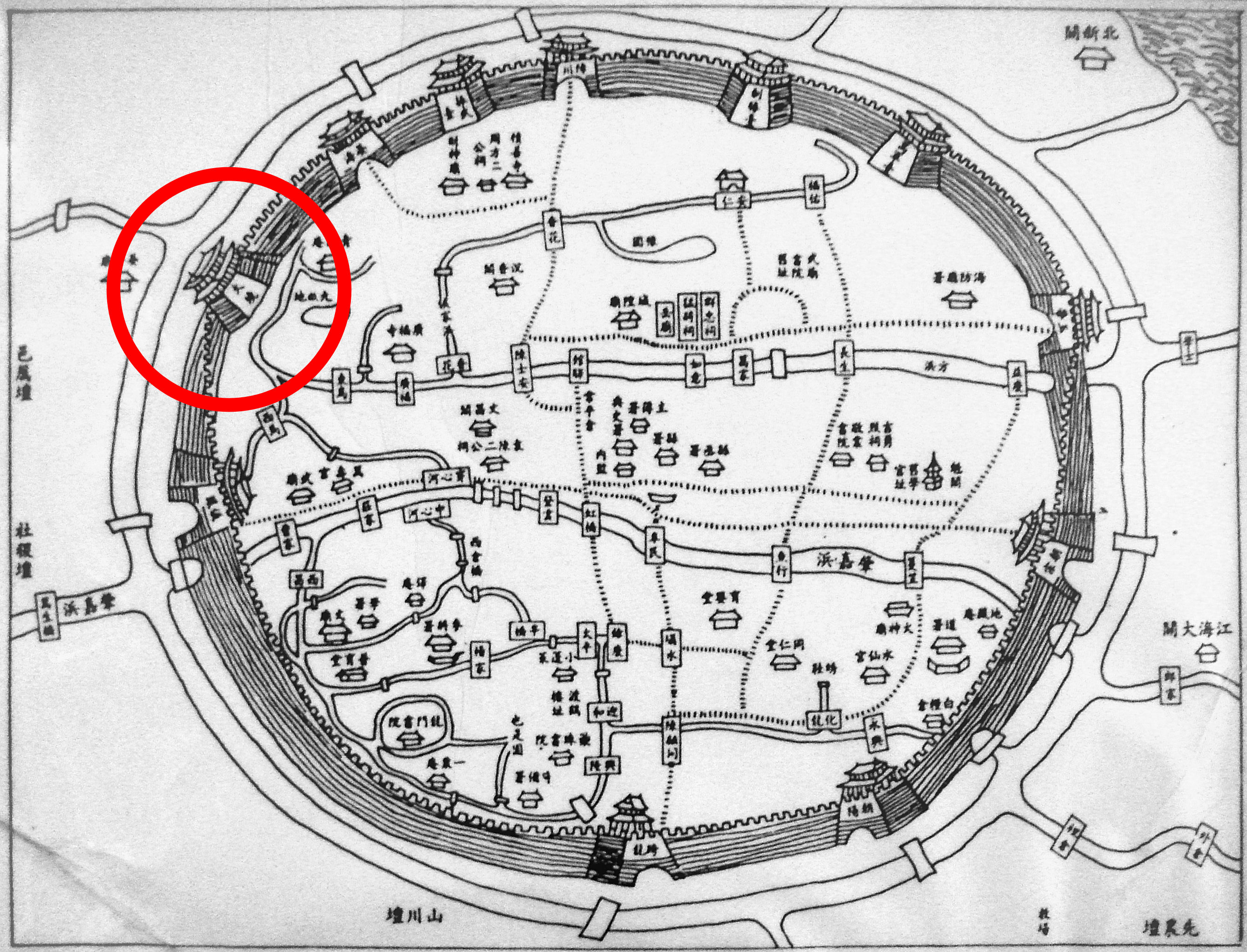
上海縣城牆地圖，紅圈處為大境阁

明朝嘉靖三十二年（1553年），为了抵御倭寇，上海县修筑了城墙，并在城墙北侧修筑了四座箭台。万历年间，四座箭台之一的大境箭台之上修建了一座关帝庙。明朝时，人们在这座关帝庙上饮酒赏雪的娱乐活动被以“江皋霁雪”一名列入了“沪城八景”之中。此后明崇祯七年（1634年）、清朝雍正、乾隆年间均有整修。嘉庆二十年（1815年）时，大境阁的主体建筑改建为三层楼阁。道光十六年（1836年）时在大境阁的东侧新建“大千胜境”牌坊，大境阁由此而得名。咸丰三年（1853年）时，大境阁失火，没过多久即得以重建。第二次鸦片战争期间，大境阁遭英法联军毁坏，同治四年（1865年）重建。光绪十八年（1892年）时再次重修。
中华民国成立后，1912年为修建环城路，上海县城墙大部被拆，而大境阁其周边的城墙得以保存。当年上海警察厅南市分局搬入了大境阁。1916年，大境阁得以重修。此后大境阁一度成为文人墨客的聚会之所。20世纪40年代后，大境阁的香火逐渐冷落，所属房屋被出租。1947年，大境阁再次重修。中华人民共和国成立后，大境阁成为沪南区道士的茶会处。1959年，大境阁被列为上海市文物保护单位，公布名称为“大境关帝庙”。20世纪60年代，大境阁被挪用为了工厂车间。1984年，大境阁与上海县城墙以“上海古城墙和大境道观”一名一并重新列为上海市文物保护单位。1990年，南市区人民政府成立了上海市保护老城厢文物古迹基金管理委员会，连同上海市文物管理委员会，共集资900万元人民币重建大境阁。1995年4月完工之后，大境阁和旁边的上海城墙被作为旅游景点，并对外开放。同年成立了上海古城墙大境阁管理处。

## 结构

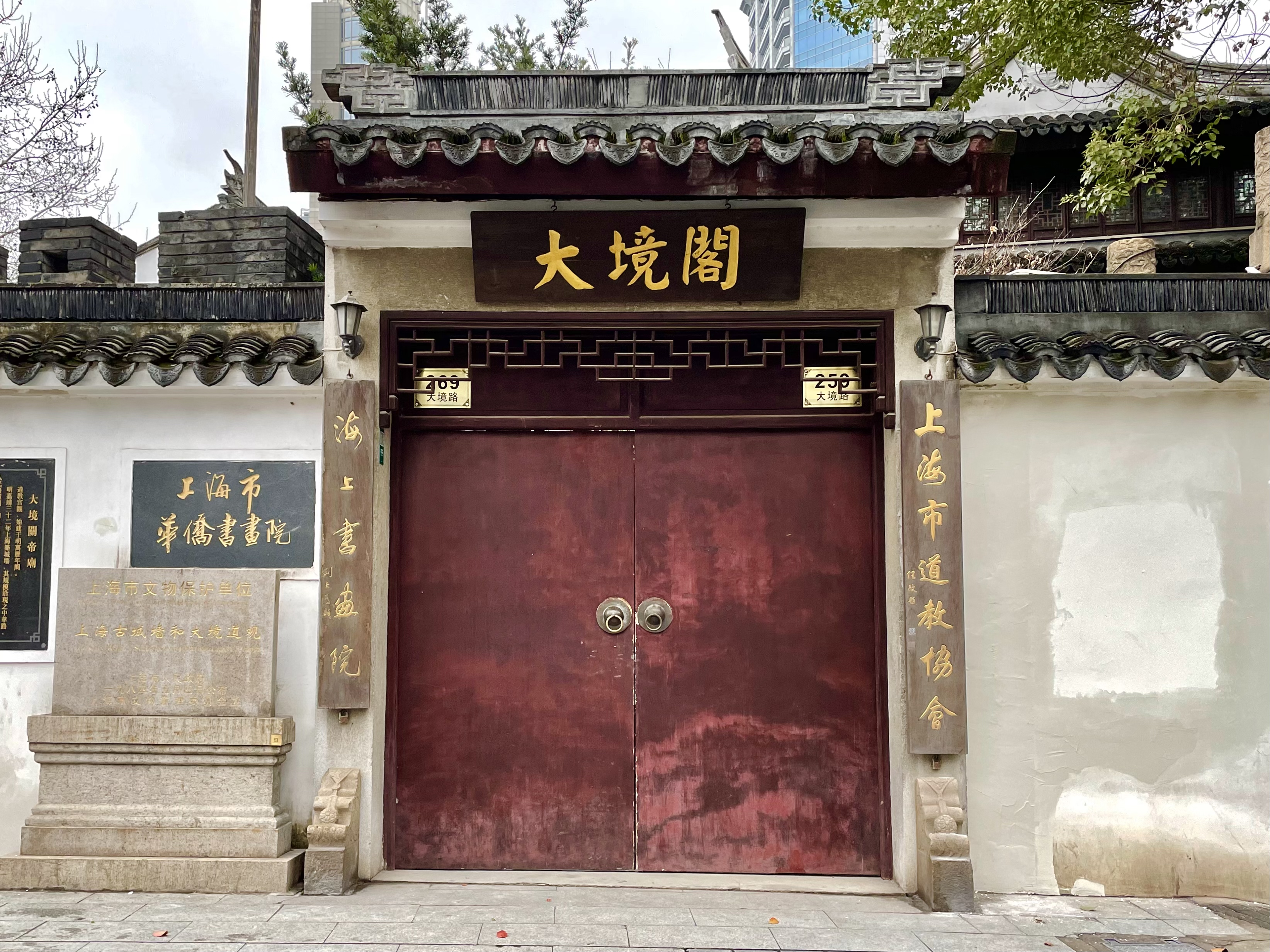
大境阁正门入口，摄于2021年

大境阁位于今上海市黄浦区小北门大境路259号，入口处位于城墙内侧，有一座题额为“大境”的牌坊，穿过牌坊登上台阶后可达正殿前。其正殿供奉关羽，为三层楼阁，其中第一层建在地面之上，二层和三层建在城墙上，部分建筑伸出了城墙外侧。殿前建有一座戏台，俗称为万年台。正殿东侧修建有月下老人殿。:221-212:268

## 照片集

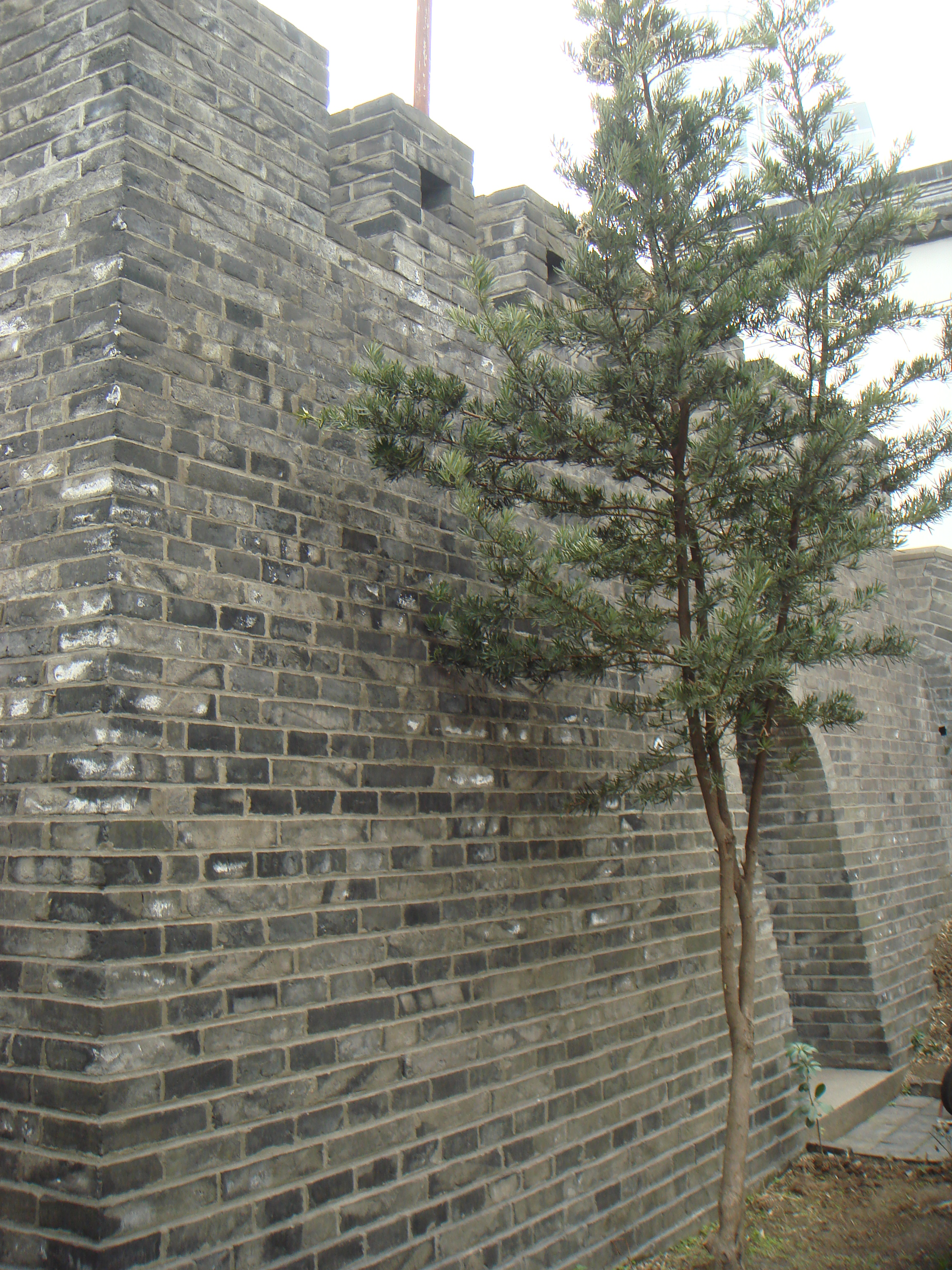
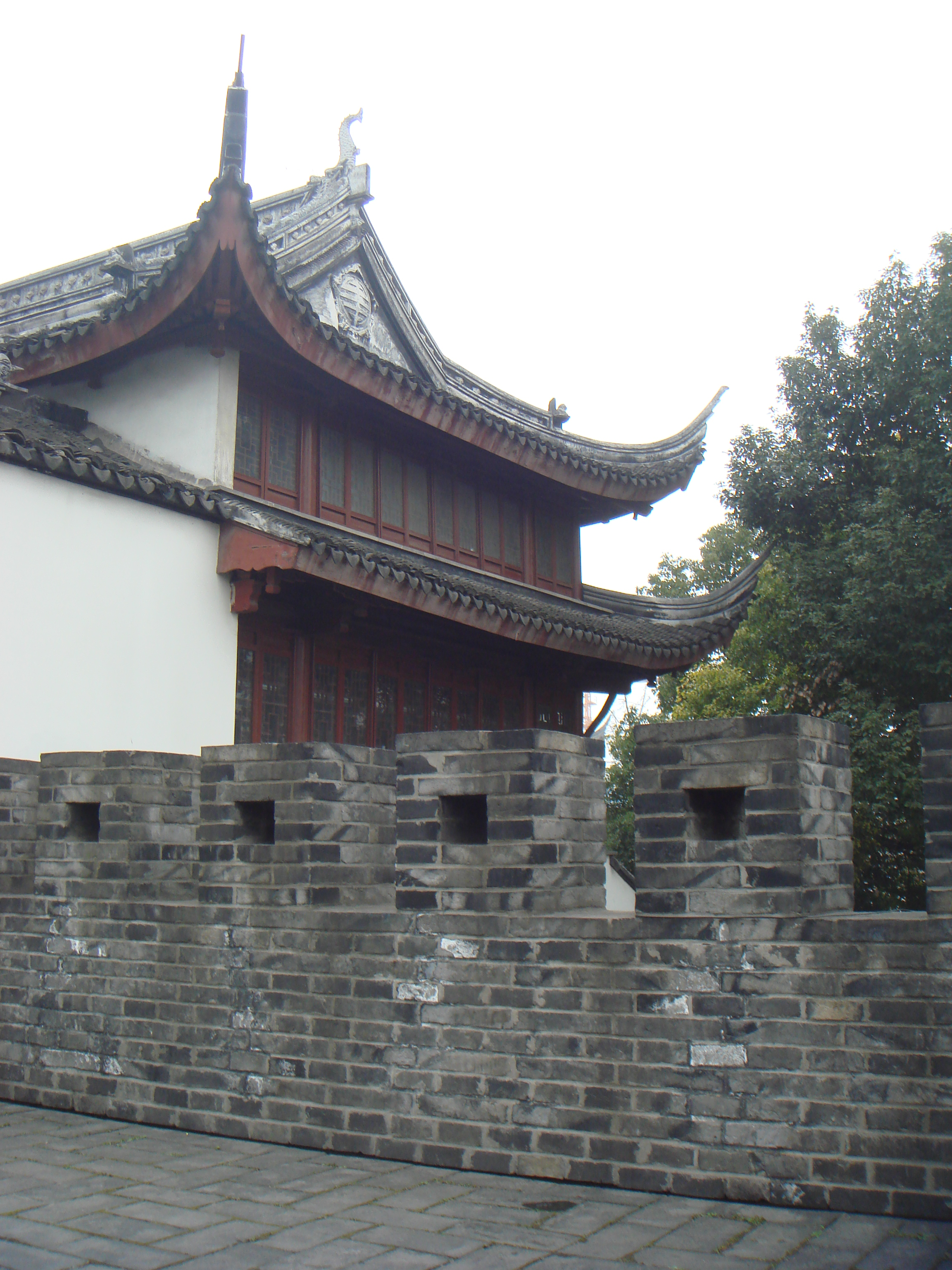
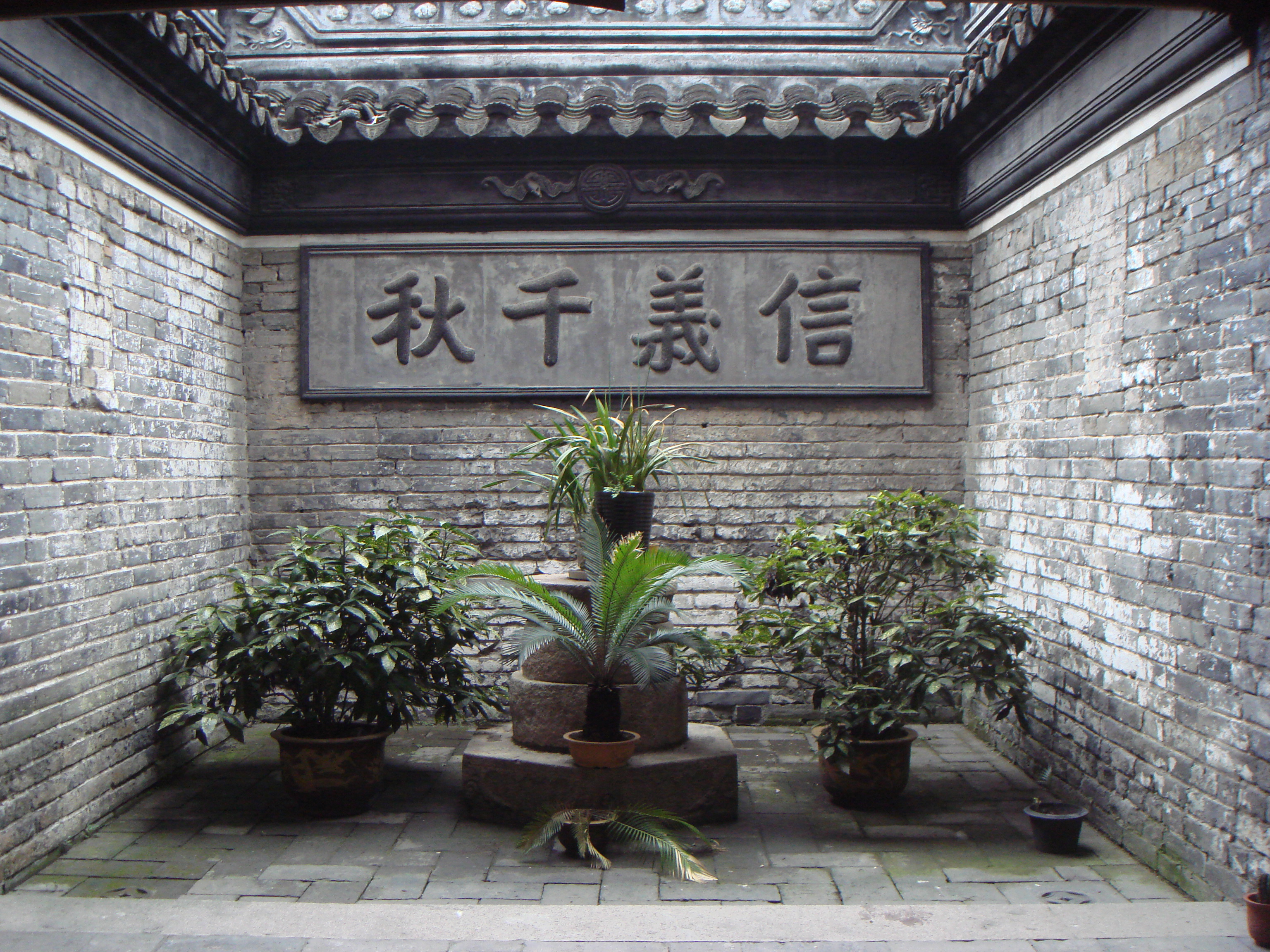

## 博物館內展品

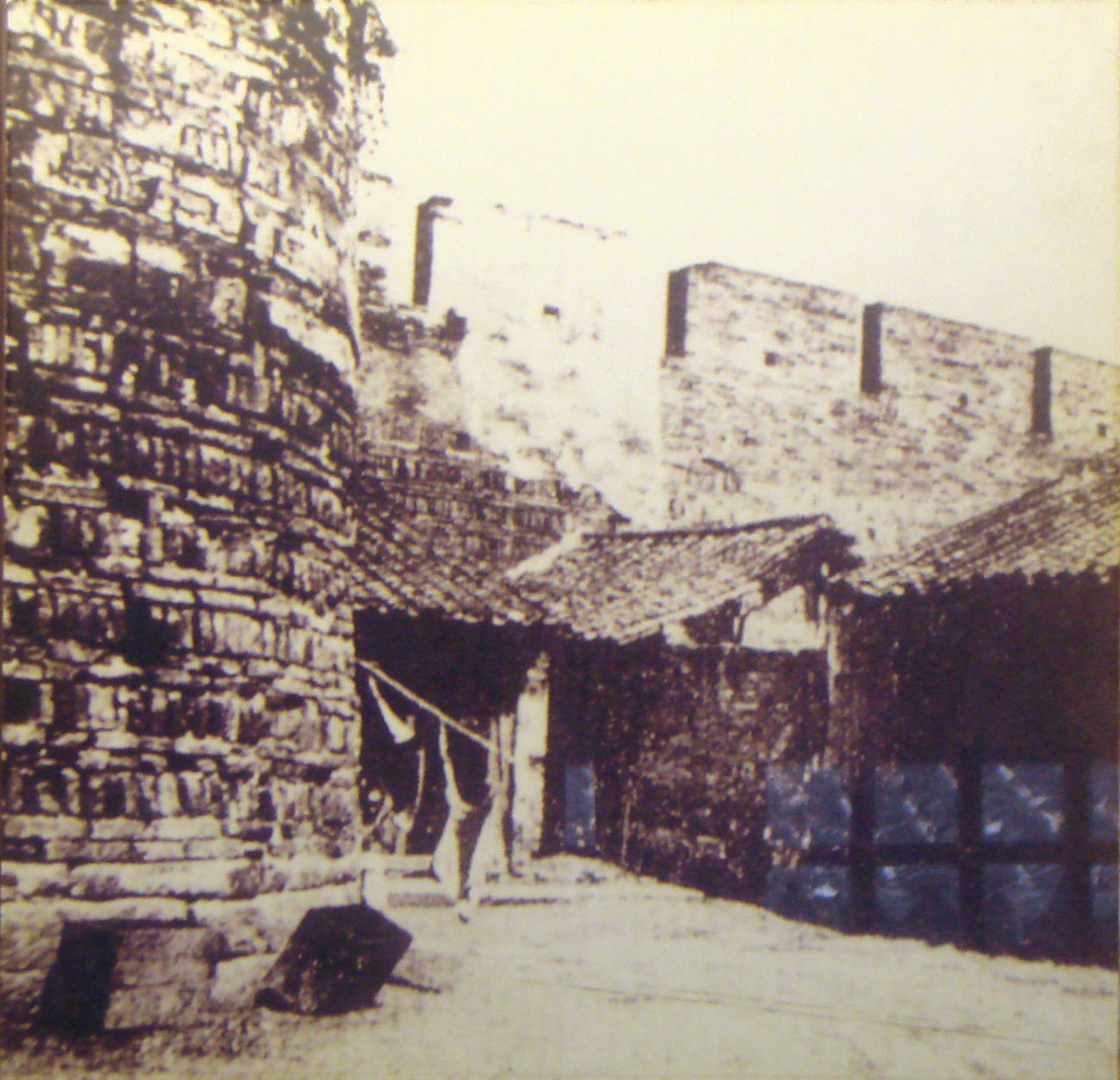
上海城墙照片
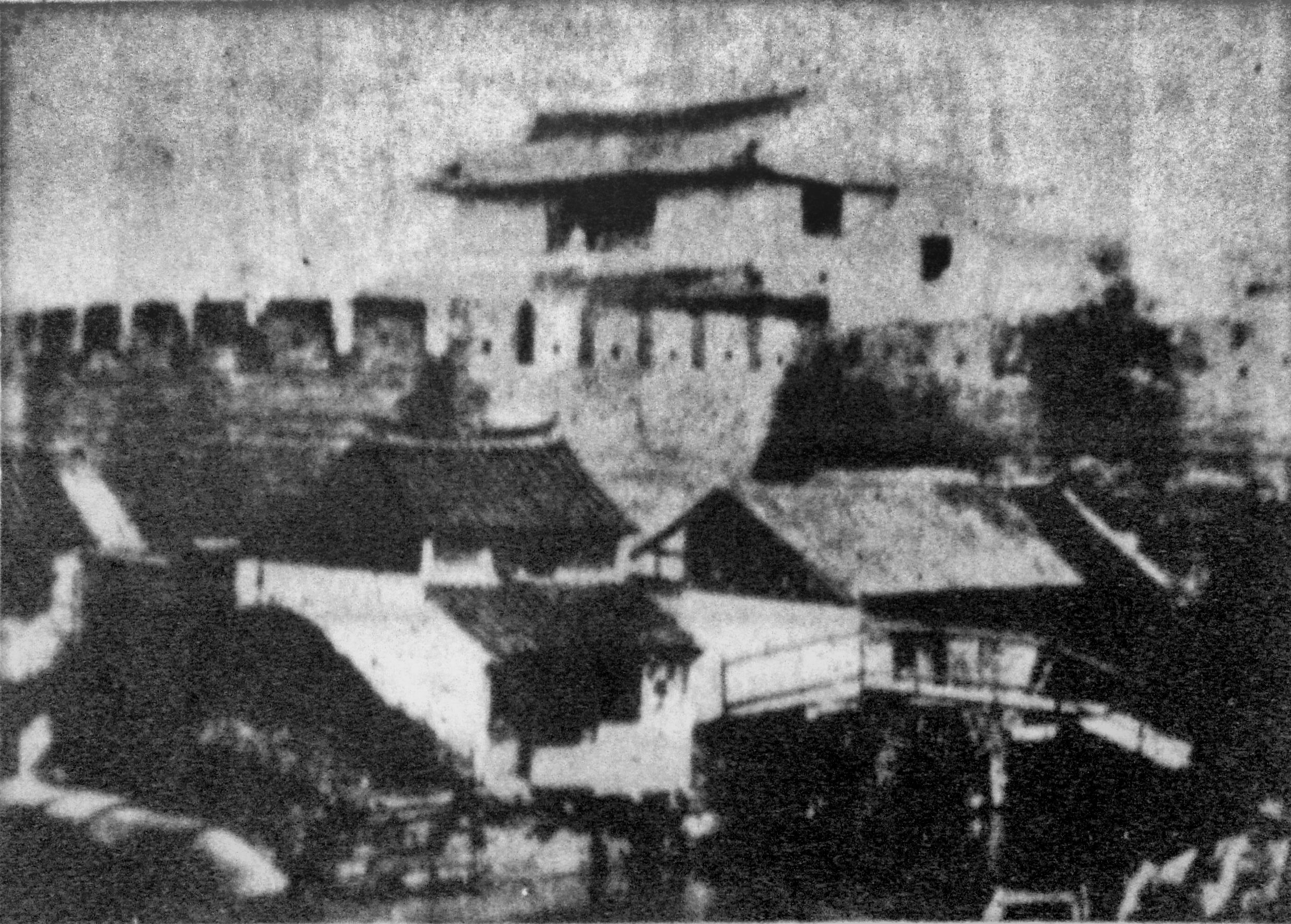
老西门
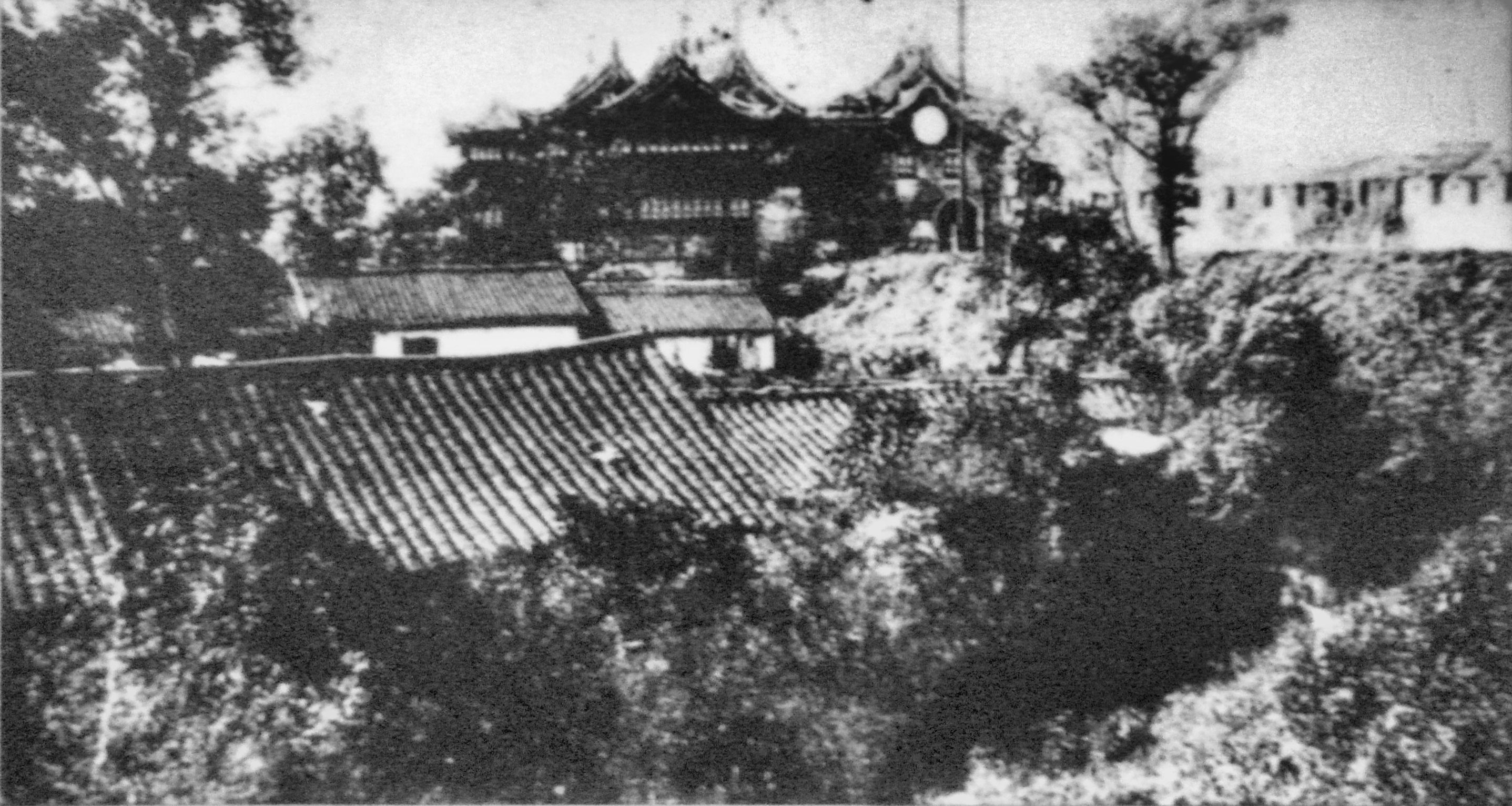
清朝時的大境阁
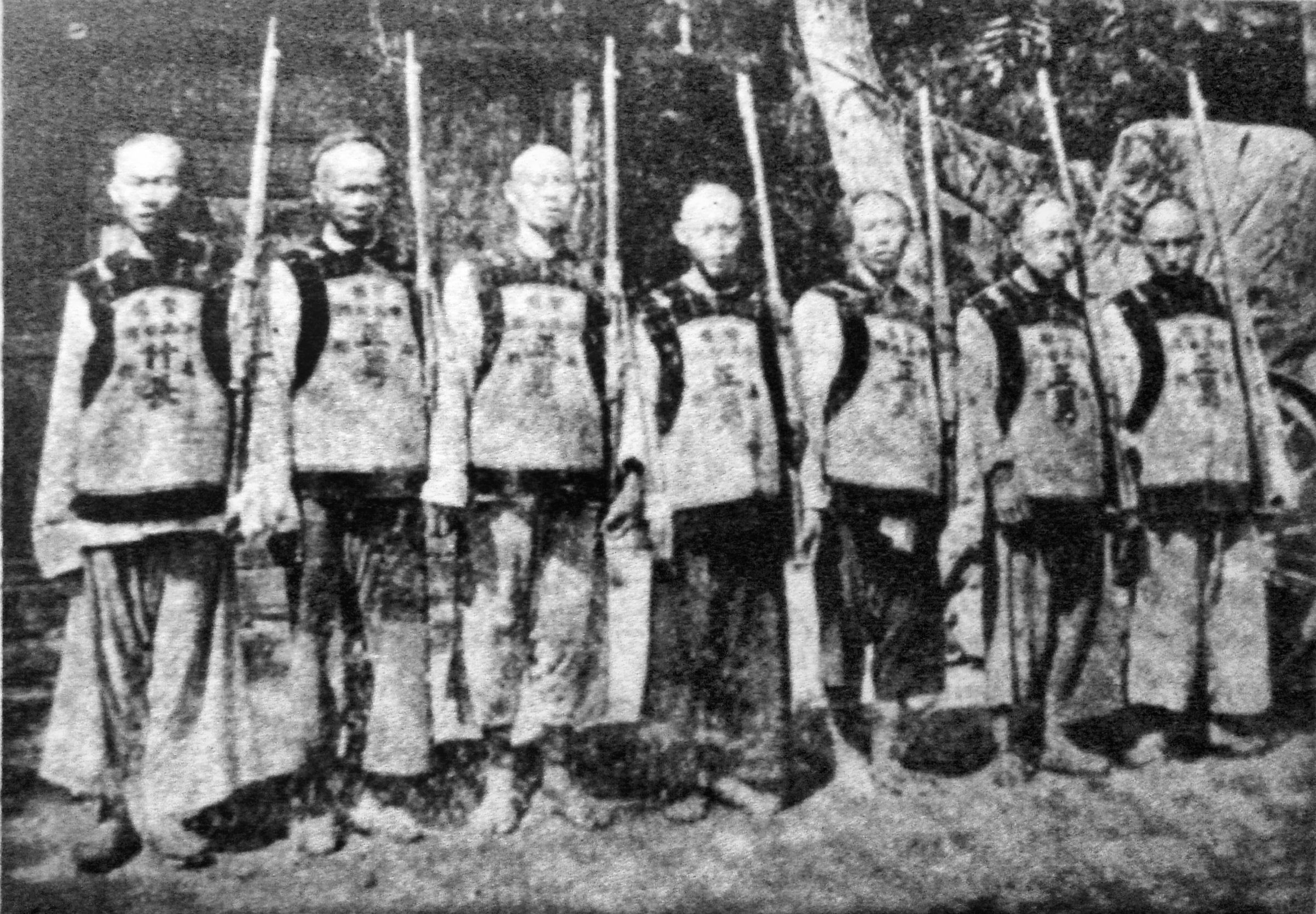
上海城墙守衛